# Gravfältet vid Össjö
Gravfält vid Össjö är beläget i Össjö socken i Ängelholms kommun i nordvästra Skåne. Gravfältet ligger på ett åskrön med betesmark en kilometer sydost om Össjö kyrka.
På gravfältet finns två domarringar, en närmast rektangulär stensättning, fem resta stenar och sex klumpformiga stenar. Den ena domarringen är 18 meter i diameter och består av 12 (ursprungligen 13) liggande klumpformiga och upp till 1,4 meter höga stenblock. Den andra domarringen är skadad och består numer av elva stenar. Ursprungligt antal är inte möjligt att uppskatta. Fem av stenarna är resta eller lutande och är knappt två meter höga. Domarringens storlek uppgår till cirka 30 meter i diameter och den är därmed en av Sveriges större. 

## Bilder

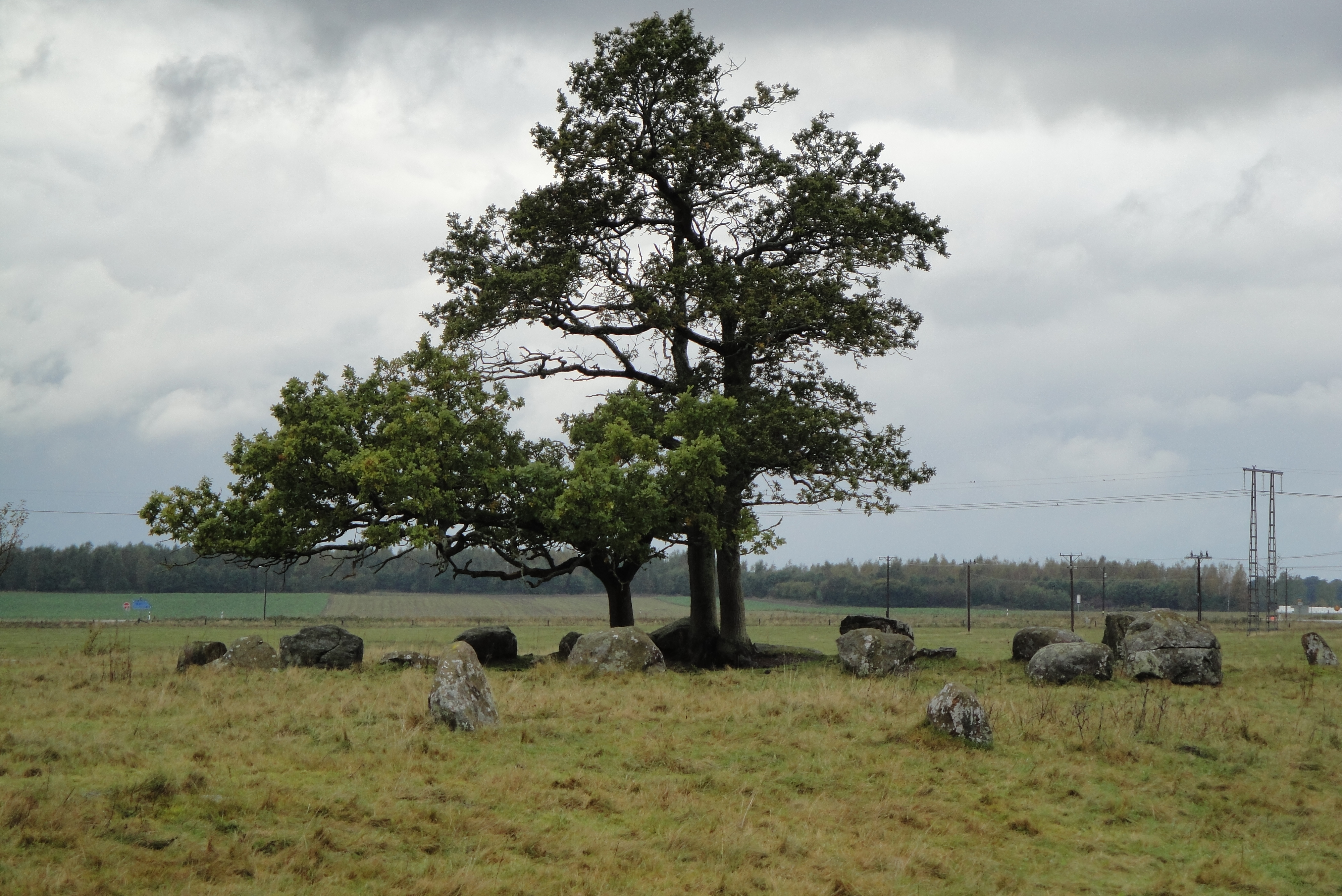
Össjö 16:1, Domarring
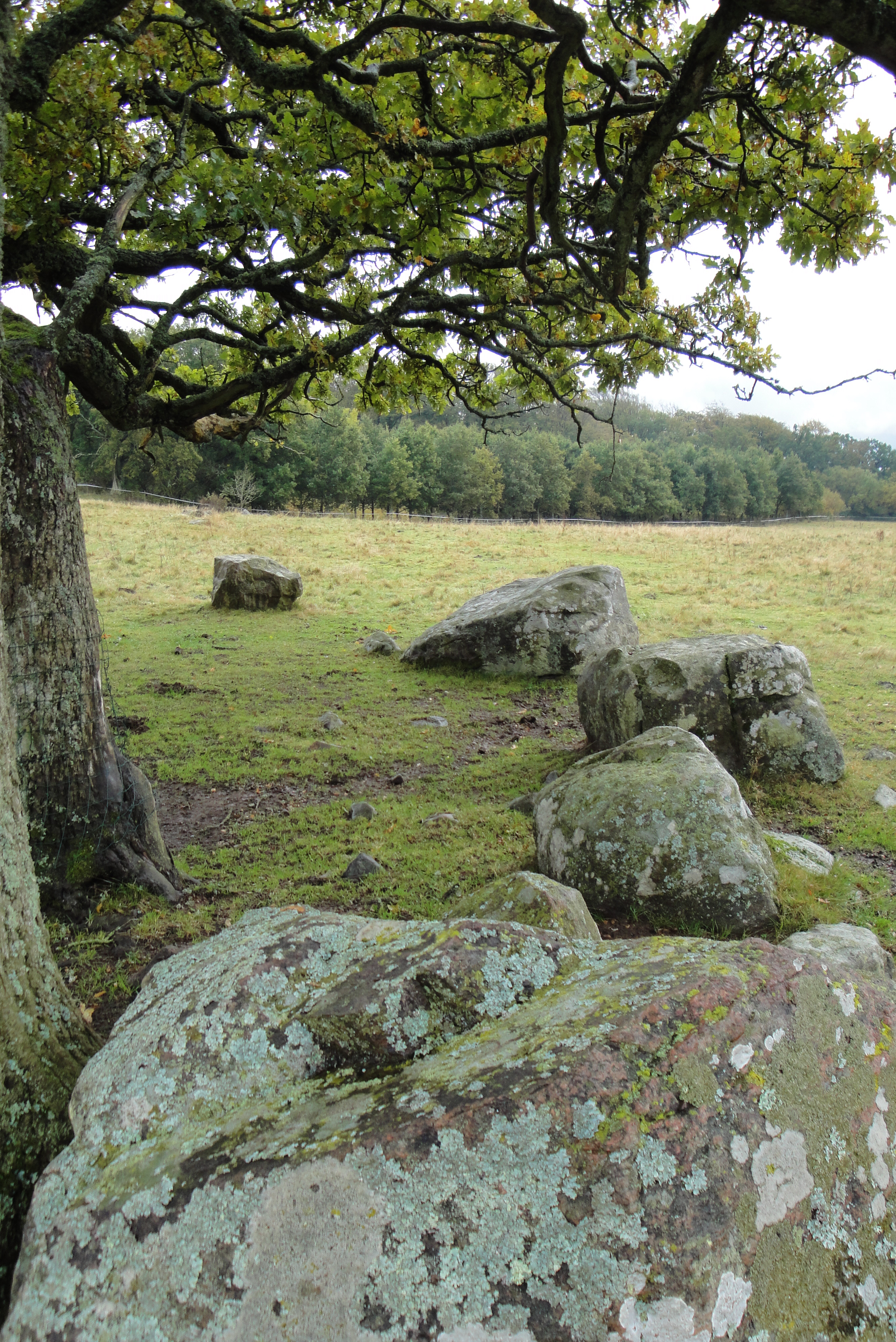
Össjö 16:1, Domarring
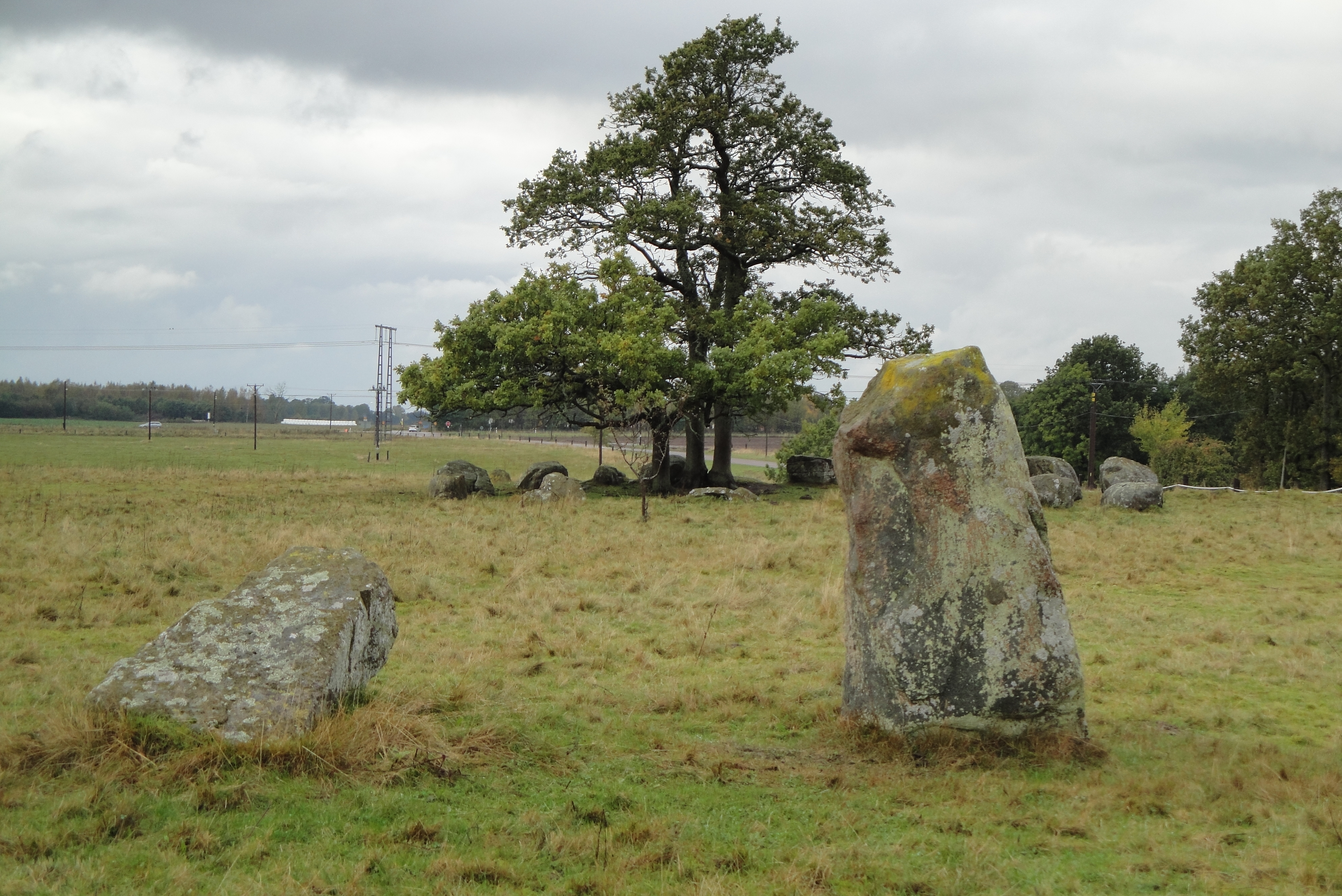
Össjö 16:1, Gravfält
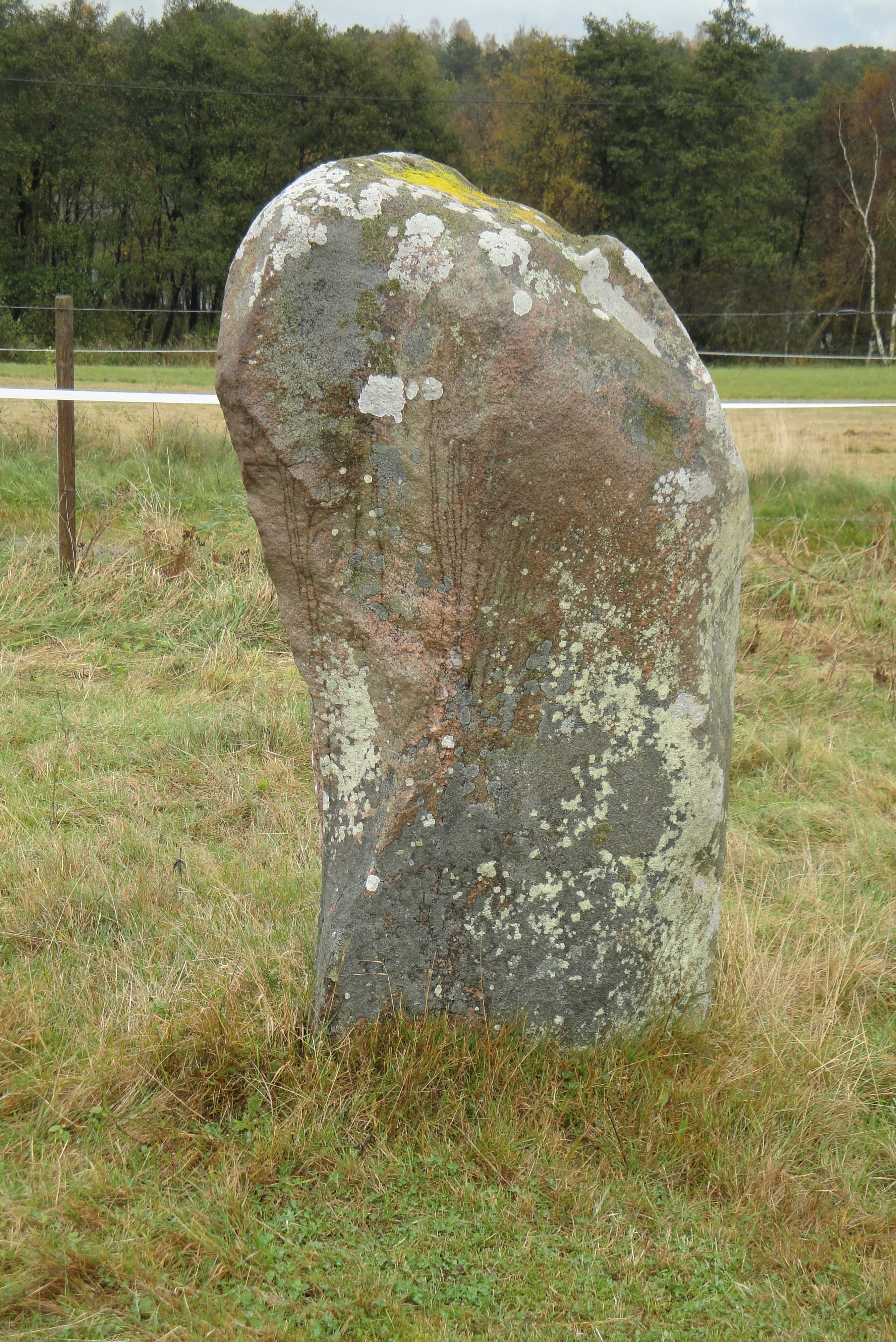
Össjö 16:1, Gravfält
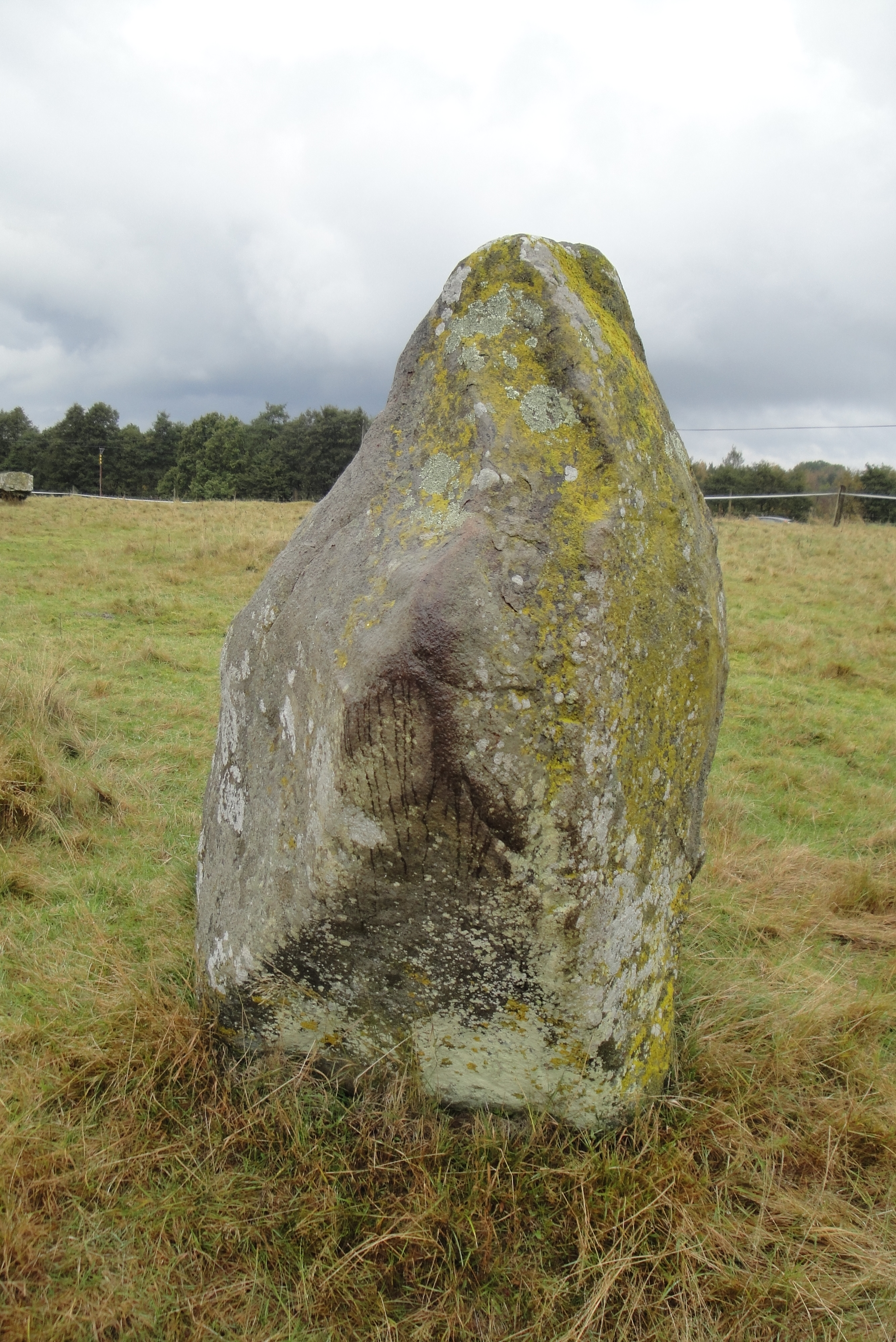
Össjö 16:1, Gravfält